# 夕方5時です千客万来
夕方5時です千客万来（ゆうがたごじですせんきゃくばんらい）は、1999年4月～2000年3月に放送された、NHK大阪放送局のローカルワイド番組。
放送時間は平日の17時5分 - 18時。祝日および、大相撲･高校野球･国会開催時は休止。
それまで夕方5時台は再放送枠などに当てられていたが、ローカル情報の強化を目的にこの時間帯にもローカル番組が編成される様になった。1998年4月に「首都圏いきいきワイド」がはじまり、この番組はその第2弾にあたる。
司会は当時大阪放送局アナウンサーの寺谷一紀と、タレントの武内由紀子。月曜～木曜は、NHK大阪放送局に設けられた特設スタジオからの公開生放送で、毎日関西に縁のあるゲストが登場するトークコーナーが設けられた。また、ラジオ放送「関西ラジオワイド」のコーナーの同時放送を行う。
また金曜日は関西各地からの全編生中継で構成された。
なお全曜日通じて、番組の冒頭は大阪を除く関西各局からの地域情報、終盤には関西のニュースと気象情報（事実上｢ニュースパーク関西｣の予告編）もあった。
この番組の内容は、後継番組である｢夕方5時ですとっておき関西｣に一部引き継がれている。